# BMW Isetta

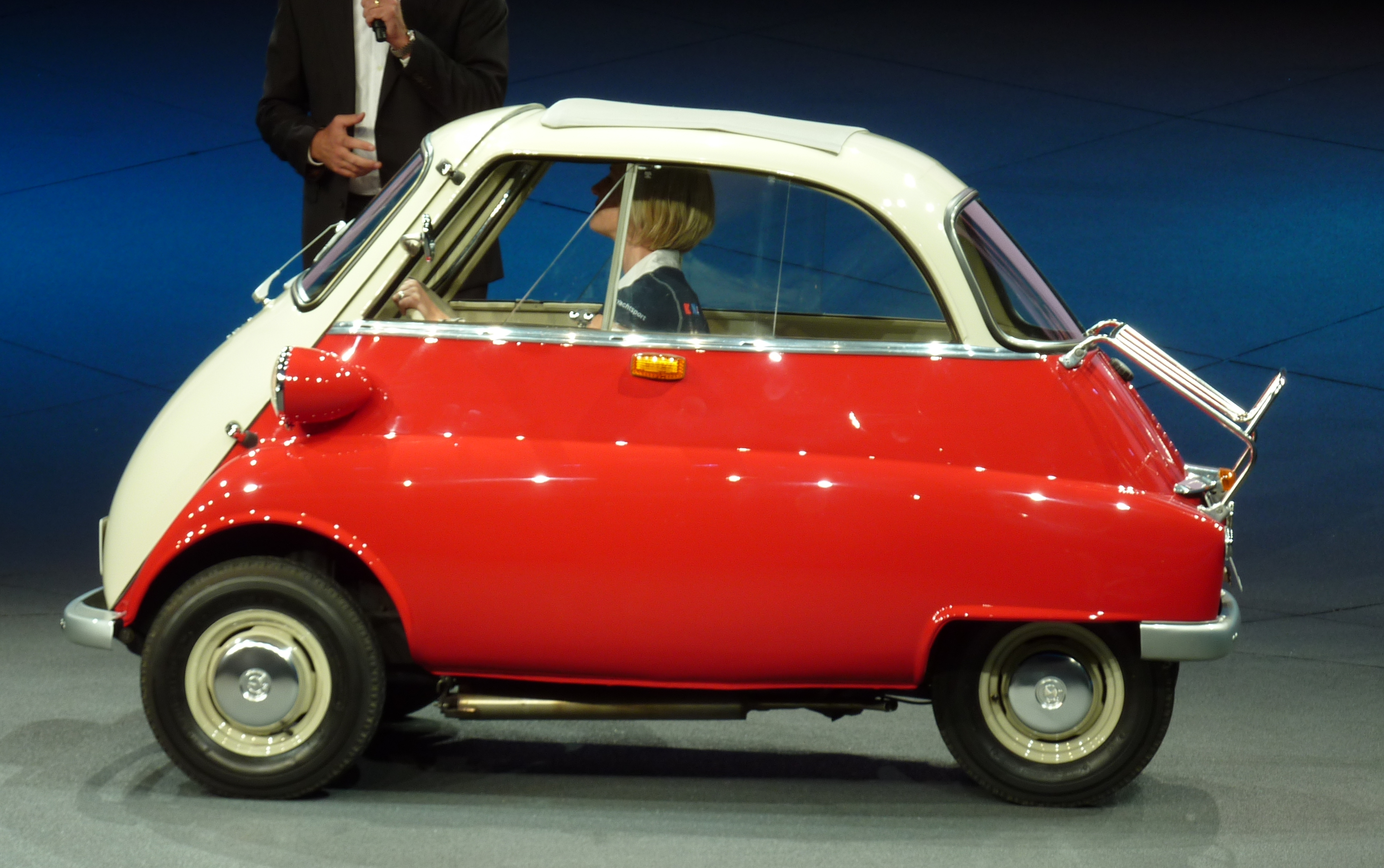
BMW Isetta at the IAA 2009

BMW Isetta var en tysk mikrobil som tillverkades av BMW åren 1955-1962.
BMW Isetta lanserades 1955 och tillverkades på licens från italienska ISO som utvecklat Isetta. I Isettan satt en 250 cc fyrtaktsmotor av egen tillverkning. Den var på 12 hk och gav bilen en toppfart runt 85 km/h. 1956 kom även en 300 cc motor, med ytterligare en hk.
De första åren fanns bara den fyrhjuliga varianten. Bakaxeln saknade differential, men genom att bakhjulen satt ganska nära varandra, märktes det knappt. Den fyrhjuliga registrerades i Sverige som bil, och hamnade därför i ett svårt konkurrensläge - få såldes.
Från att den trehjuliga versionen lanserades 1959, såldes endast denna i Sverige, då kundunderlaget blev ett helt annat, nämligen äldre svenskar som skaffat Mc-kort på 1930-talet, då få hade råd med bil. Komforten hos en täckt motorcykel lockade nu när ekonomin blivit bättre, detta utan besväret att behöva uppgradera körkortet. Denna kundgrupp fick inget att välja på när alla Mc-bilstillverkare lade ner produktionen runt 1964, så de hade bara att hålla liv i den mc-bil de hade, så länge de orkade köra. Ibland långt in på 1970-80-talet, då samlarintresset för dessa fordon vaknade. Därav den mycket högre bevarandegraden av Mc-bilar i Sverige, jämfört med fyrhjuliga mikrobilar som till exempel Goggomobil från denna tid. 
Modellen såldes i ganska stora antal och bidrog till att klara BMW ur den kris man befann sig i. Bolaget hade vid denna tid svårt att sälja sina stora vagnar.
Isetta gjordes även på licens av andra tillverkare, bland annat i Storbritannien. En del av dessa exporterades till Sverige.